# Leland (Carolina del Nord)
Leland è un comune degli Stati Uniti d'America, situato in Carolina del Nord, nella contea di Brunswick.